# 1976년 동계 올림픽 영국 선수단
1976년 동계 올림픽 미국 선수단은 오스트리아 인스브루크에서 개최된 1976년 동계 올림픽에 참가한 올림픽 영국 선수단이다.

## 메달리스트

### 금메달
- 존 커리 — 피겨 스케이팅, 남자 개인

## 스피드 스케이팅
- 아치 마셜
- 지오프 샌디스

## 참조
- 올림픽 공식 결과 보관됨 2012-02-04 - 웨이백 머신